# Polska Misja Katolicka w Sztokholmie
Polska Misja Katolicka w Sztokholmie (szw. Polska Katolska Missionen i Stockholm) – duszpasterska misja rzymskokatolicka położona w Sztokholmie w Szwecji.
Jest ona etniczną misją prowadzoną przez salezjanów.
W latach 1945–1991 na terenie Królestwa Szwecji działała Polska Misja Katolicka w Szwecji z siedzibą w Malmö. W 1991 nastąpiły zmiany i utworzono trzy niezależne od siebie ośrodki duszpasterskie w Sztokholmie, Göteborgu i Malmö.

## Duszpasterze polonijni w rejonie sztokholmskim (1953 - 1991)
- Ks. Herman Burczyk SDB (1953 - 1969) - od 1934 r. do 1953 r. posługiwał polakom w ramach potrzeby. Od 1953 r. duszpasterz polonijny w rejonie sztokholmskim.
- Ks. Jan Buczkowski SDB (1969 - 1983)
- Ks. Paweł Banot SDB (1983 - 1991)

## Rektorzy
- Ks. Czesław Chmielewski (1953 - 1991) - rektor Polskiej Misji Katolickiej w Szwecji.

Po 1991 r. księża są rektorami Polskiej Misji Katolickiej w Sztokholmie. 
- Ks. Bogdan Wegnerowski SDB (1991-1998)
- Ks. Marian Chojnacki SDB (1998-2013)
- Ks. Ryszard Flakiewicz SDB (2013-2017)
- Ks. Paweł Drążyk SDB (2017-obecnie)

## Świątynia
- Kościół św. Jana

Tzw. „Polski kościół”. Księża polscy wynajmują od braci protestantów kościół św. Jana, gdzie w każdą niedzielę, święta i uroczystości odbywają się Msze św. w języku polskim.
- Kaplica Miłosierdzia Bożego

„Polska kaplica”. Należy do PMK. Odbywają się w niej Msze św. w tygodniu.
- Kościół św. Botvida

## Dom Młodzieżowy
Przy Polskiej Misji Katolickiej działa Oratorium Quo Vadis im „Św. Jana Bosco”.